# Gaoussou Koné (militaire)
Pour les articles homonymes, voir Koné.
Gaoussou Koné surnommé « Jah Gao » est un commandant ivoirien et ancien seigneur de guerre des Forces nouvelles ayant été un des acteurs majeurs de la crise politico-militaire en Côte d'Ivoire, de 2002 à 2011.

## Biographie
Gaoussou Koné fait partie de ceux qui, le 24 décembre 1999, ont participé au coup d'État du général Robert Gueï ayant abouti à la destitution du président Henri Konan Bédié. Entré dans la rébellion des Forces nouvelles qui lance l'offensive en 2002, il devient le commandant de zone (comzone) de la zone 9 de Boundiali-Tingrel située au nord-ouest du pays. 
Après la chute du régime de Laurent Gbagbo en 2011, il devient commandant en second du bataillon des commandos parachutistes à Akouedo.
Son surnom de Jah Gao lui aurait été attribué par son ami d’enfance, le reggaeman Tiken Jah Fakoly.